# اویازد (استان اشوی‌داشکسیه)
اویازد (به لهستانی:  Ujazd) یک روستا در لهستان است که در گمینا ایوانگسکا واقع شده‌است. اویازد ۵۳۰ نفر جمعیت دارد.